# جوزيف باربيرا
جوزيف باربيرا (بالإنجليزية: Joseph Barbera)‏ 12 مارس 1911 في نيويورك - 18 ديسمبر 2006 في لوس أنجلس. كان رساما ومنتجا أمريكي، والداه من صقلية، إيطاليا

## حياته
بدأ عمله مصرفيا لكن سرعان ما ظهرت موهبته في الرسم عندما نشرت إحدى المجلات رسومه. تابع بعدها دروسا في الفن وأسس استوديوهات فان بورين للرسوم المتحركة في نيويورك. يعتبر باربيرا إلى جانب وليام هانا من رواد عالم الرسوم المتحركة. التقى باربرا بهانا في شركة ميترو غولدوين ماير في أواخر الثلاثينات وأثمر أول تعاون لهما عن فيلم الرسوم المتحركة «القطة ذات الحذاء» والتي تطورت فيما بعد لشخصيتي توم وجيري الشهيرين. طالت شهرة باربرا وهانا الآفاق في الأربعينات حين جعلا توم وجيري يرقصان إلى جانب الراقص الأميركي الأشهر جين كيلي في أحد أفلامه. ترك الاثنان ميترو غولدوين ماير وأسسا شركة هانا-باربيرا التي قدمت على مدى سنوات شخصيات هامة في عالم الرسوم المتحركة حيث تولى باربيرا الرسم وكان هانا مسؤولا عن الإنتاج. أصبحت شركة هانا باربرا واحدة من أشهر شركات الرسوم المتحركة في هوليوود عاصمة السينما الأميركية وقد فازا بسبع جوائز أوسكار وفي مجال الإنتاج التليفزيوني أنتج هذا الثنائي أكثر من 300 فيلم رسوم متحركة على مدى ستين عاما. من أشهر الأفلام الثنائي هانا باربرا فلينستون الذي بث للمرة الأولى عام 1960 ويوغي بير وجوني كويست وسكوبي دو وبنانا سبليتس مع الفرسان العرب وهارلم غلوب تروترز والسنافر.
فاز الثنائي هانا وباربيرا بسبع جوائز أوسكار وثماني جوائز إيمي. وقد أصبحت رسومهما الكارتونية رموزا ثقافية، وظهرت شخصياتهم الكرتونية في وسائط أخرى مثل الأفلام والكتب ولعب الأطفال. عرضت مسلسلاتهم الكارتونية لأكثر من 300 مليون شخص حول العالم وقد ترجمت إلى أكثر من 20 لغة.

## الوفاة
توفي جوزيف باربيرا في 18 ديسمبر 2006 عن عمر 95 سنة في بيته بعد خمس سنوات من وفاة زميله وليام هانا الذي توفي في 2001 عن عمر ناهز 91 عاما.

## روابط خارجية
- جوزيف باربيرا على موقع IMDb (الإنجليزية)
- جوزيف باربيرا على موقع ميتاكريتيك (الإنجليزية)
- جوزيف باربيرا على موقع الموسوعة البريطانية (الإنجليزية)
- جوزيف باربيرا على موقع روتن توميتوز (الإنجليزية)
- جوزيف باربيرا على موقع قاعدة بيانات الأفلام العربية
- جوزيف باربيرا على موقع ألو سيني (الفرنسية)
- جوزيف باربيرا على موقع ميوزك برينز (الإنجليزية)
- جوزيف باربيرا على موقع أول موفي (الإنجليزية)
- جوزيف باربيرا على موقع قاعدة بيانات الأفلام السويدية (السويدية)
- جوزيف باربيرا على موقع إن إن دي بي (الإنجليزية)